# Byranaikanahalli, Kunigal
Byranaikanahalli là một làng thuộc tehsil Kunigal, huyện Tumkur, bang Karnataka, Ấn Độ.